# Wanda Reis
Wanda Mendes Reis (Rio de Janeiro, 20 de janeiro de 1953) é uma empresária e política brasileira que foi deputada federal pelo Rio de Janeiro.

## Dados biográficos
Filha de Waldemiro Mendes e Abigayr de Souza Mendes. Casada com Albano Reis, foi chefe de gabinete do marido quando este venceu a eleição para deputado estadual pelo Rio de Janeiro em 1986 e ocupou a vice-presidência de um Centro de Reabilitação Infantil batizado com o nome de seu esposo.
Filiada ao PMDB foi eleita deputada federal em 1990 e votou pelo impeachment de Fernando Collor em 1992. Mesmo trocando de legenda durante o mandato, voltou ao PMDB e disputou a reeleição em 1994, embora não tenha obtido sucesso.